# Il fidanzamento (film)
Il fidanzamento è un film del 1975, diretto da Giovanni Grimaldi e girato ad Acireale.

## Trama
Catania. Luigi Manozzi è un funzionario pubblico fidanzato da 8 anni con Mirella Guglielmi, che tratta come oggetto dei suoi desideri sessuali senza però decidersi a sposarla. Mussia, la mamma della ragazza, al corrente della situazione della figlia, stuzzica di continuo Luigi per spingerlo a compiere il suo dovere, malgrado la ragazza non abbia la necessità di contrarre matrimonio riparatore. Dopo essere stato colto in flagranza durante un coito, Luigi si defila dalla famiglia di Mirella per timore di essere messo con le spalle al muro da Mussia che invece di rinfacciargli il fatto compiuto, gli propone di aiutarlo economicamente; non avendo altri argomenti per temporeggiare, Luigi si adopera con un pretesto, a farsi trasferire a L'Aquila in attesa che la situazione si evolva in suo favore.
Temendo il nubilato definitivo della figlia, Mussia con l'aiuto della sorella Elide fa in modo di agevolare un nuovo fidanzamento tra Mirella e un coetaneo, Lucio Davossa. Luigi viene informato dall'amico e collega Totò di quello che succede nella famiglia della sua ex fidanzata e con una manovra subdola, fa rompere il legame appena instaurato tra Mirella e Lucio. Morto Edmondo Guglielmi, il papà di Mirella, Luigi viene ripreso in considerazione da Mussia per una questione di comodità con il sempre proposito di spingerlo a sposare la figlia contando sul fatto che prima o poi, Mirella possa rimanere incinta. Alla fine del calvario che ha visto, tra mille sotterfugi e peripezie, Luigi, Mirella e la sua famiglia, i due finalmente contraggono lo sperato matrimonio, anche se, per alcuni istanti, tutti i presenti alla cerimonia rimangono con il fiato sospeso a causa dell'imperterrita titubanza di Luigi.